# 고흥 용산리 석조보살좌상
고흥 용산리 석조보살좌상(高興 龍山里 石造菩薩坐像)은 대한민국 전라남도 고흥군 두원면 용산리에 있는 석조보살상이다. 1987년 9월 18일 전라남도의 유형문화재 제158호로 지정되었다.

## 개요
전라남도 고흥군 두원면 용산리에 있는 높이 2.7m의 거대한 석조보살상이다. 의자에 앉아 있는 모습인데, 오른발을 의자 위에 걸치고 있으면서 다른 신체 부위보다는 작게 표현해서 독특한 자세를 보여준다.
머리에는 작은 부처가 새겨진 높은 관(冠)을 쓰고 있다. 계란형의 얼굴은 살이 올라 풍만하며, 눈·코·입과 더불어 둔중해 보인다. 우람한 체격에 주먹을 쥔 채 내려진 왼팔은 터무니없이 크게 표현되어 있다. 굵은 어깨와 팔뚝에 비해서 손은 너무나 작고, 허리는 가늘게 표현해 균형감이 떨어진다. 왼쪽 어깨만 걸친 얇은 옷은 소매자락에서 넓어져서 아래로 휘어져 있다.
의자에 앉은 모습, 관에 새겨진 작은 부처, 특이한 손모양 등으로 보아 고려시대에 만들어진 미륵보살로 추정된다.

## 참고 자료
- 고흥용산리석조보살좌상 - 국가유산청 국가유산포털